# Szőrös keringőbogár
A szőrös keringőbogár (Orectochilus villosus) a keringőbogár-félék családjába tartozó, Eurázsiában és Észak-Afrikában honos, vízben élő bogárfaj.

## Megjelenése
A szőrös keringőbogár testhossza 5,5-6,5 mm. Teste megnyúlt és annyira domború, hogy előtorának és szárnyfedőinek pereme nem is látszik felülről. Színe sötétbarna, lábai és csápjai halvány- vagy vörösbarnák. Egész felső felszíne nagyon finoman pontozott és lefekvő, sárga szőrök borítják. Rokonaihoz hasonlóan szemei két részre választódtak szét: a felső, víz fölötti szemeket felülről jól látni, míg az alsókat takarja a fej pereme. Az előtor elülső pereme beöblösödik, hogy helyet adjon a jókora felső szemeknek. A pajzsocska (scutellum) szőrtelen. A megnyúlt szárnyfedők valamivel a középvonal előtt a legszélesebbek, végükön csak kissé csapottak. Az előtor és a szárnyfedők szőrei ferdén hátrafelé irányulnak. A bogár alsó oldala és a szárnyfedők pereme halványbarna. Az elülső lábak hosszúak, a végükön erős karmokkal; a középső és hátsó lábak rövidek, kiszélesedők, evezőlábakká módosultak. 

### Hasonló fajok
A közönséges keringőbogár felszíne szőrtelen. 

## Elterjedése
Eurázsiában (a Brit-szigetektől Koreáig) és Észak-Afrikában honos. Európában széleskörűen elterjedt, Dél-Skandináviában is megtalálható. 

## Életmódja
Patakokban, folyókban, tavak partközeli részén található meg, ahol a partmenti növényzet árnyékot vet a vízre. Éjszaka aktívak, ilyenkor a víz felszínén keringenek, sokszor csoportosan, a part közelében. Áprilistól októberig figyelhetők meg. A párzásra nyáron kerül sor, a nőstény a vízinövények gyökereire rakja petéit. A lárvák a sekély víz fenekén az üledékben fejlődnek, itt is telelnek át, majd tavasszal bábozódnak be. Mind az imágó, mind a lárva ragadozó, többek között kétszárnyú rovarok lárváit zsákmányolják. 
Magyarországon nem védett.